# Pholidogaster
Pholidogaster — вимерлий рід стеблових чотириногих, що мешкав у середньому кам'яновугільному періоді (пізній візейський період — ранній серпуховський період). Pholidogaster відомий лише з двох зразків, знайдених у Гілмертоні, Шотландія. Історично він був одним із перших, хто продемонстрував науці еволюційний зв'язок між рибами та амфібіями.
Ця тварина мала дуже довге і тонке тіло з малими та слабкими кінцівками. Конструкція плеча розташована далі, ніж зазвичай. Присутня луска на животі (звідси його назва), що свідчить про те, що за життя він не просто плавав, а й шкрябав по твердих поверхнях. Будова щелепи не ясна, оскільки кістки щелепи на обох екземплярах погано збереглися. Проте в передній частині пащі є великі ікла, які, ймовірно, використовувалися на полюванні. Це була мала чи середня тварина довжиною близько 1 метра.